# Marathon van Brussel
De Marathon van Brussel is een hardloopevenement dat sinds 1984, met uitzondering van de jaren 1995-2003, elk jaar in Brussel wordt gehouden. Naast de hoofdafstand de marathon, kent het evenement een hardloopwedstrijd over de halve marathon en diverse minilopen. Meestal vindt het evenement in oktober plaats. 
De Brusselse marathon stond voor 2022 bekend als een relatief zware wedstrijd, door de vele hoogtemeters in de groene rand. Het parcours liep voor de deelnemers aan de halve marathon grotendeels gelijk met dat van de 20 km door Brussel, plus voor de marathonlopers een extra lus naar Tervuren. Om meer snelle deelnemers aan te trekken heeft men de start en finish verhuisd naar de Heizel, dit ook op vraag van de stad, zodat er minder politiezones betrokken zijn. Centraal staan de kanaalzone, Jette en Laken. Sinds 2023 vertrekken lopers op het Brouckèreplein met meteen ook een passage door de Annie Cordytunnel. 

## Soorten wedstrijden
Het evenement kent vier soorten wedstrijden:
1. halve marathon (21,095 km)
Voor de halve marathon geldt een tijdslimiet van 3,5 uur.
2. marathon (42,195 km)
Het verschil met de halve marathon is dat men nog enkele lussen loopt naar Brussel-Noord en de kanaalzone. Voor de hele marathon geldt een tijdslimiet van 5 uur. Hierna worden de afgesloten wegen terug geopend voor het verkeer.
3. 5K
Het vertrek vindt plaats in het Jubelpark en loopt door het Warandepark en de Grote Markt.
4. Kidsrun
Loop van ongeveer 1 km door het Jubelpark voor kinderen tussen 4 en 12 jaar.

## Sponsors
De hoofdsponsor van de Half Marathon en de Marathon van Brussel is Brussels Airport.
Er zijn ook nog andere sponsors, waaronder NN, BDO en Be Brussels.

## Uitslagen marathon
| Editie | Jaar             | Atleet                        | Land                          | Tijd                          | Atlete                        | Land                          | Tijd                          |
| ------ | ---------------- | ----------------------------- | ----------------------------- | ----------------------------- | ----------------------------- | ----------------------------- | ----------------------------- |
| 18     | 1 oktober 2023   | Simon Kipkosgei               | Kenia                         | 2:15:31                       | Christa Cain                  | Verenigd Koninkrijk           | 2:50:50                       |
| 17     | 2 oktober 2022   | Dominic Mibei                 | Kenia                         | 2:14.13                       | Veerle Dhaese                 | België                        | 3:10.16                       |
|        | 2021             | Niet georganiseerd (Covid-19) | Niet georganiseerd (Covid-19) | Niet georganiseerd (Covid-19) | Niet georganiseerd (Covid-19) | Niet georganiseerd (Covid-19) | Niet georganiseerd (Covid-19) |
|        | 2020             | Niet georganiseerd (Covid-19) | Niet georganiseerd (Covid-19) | Niet georganiseerd (Covid-19) | Niet georganiseerd (Covid-19) | Niet georganiseerd (Covid-19) | Niet georganiseerd (Covid-19) |
| 16     | 20 oktober 2019  | Michael Chege                 | Kenia                         | 2:17.53                       | Kabiratou Nassam              | België                        | 2:54.48                       |
| 15     | 28 oktober 2018  | Laban Cheruiyot               | Kenia                         | 2:24.20                       | Kabiratou Nassam              | België                        | 2:57.56                       |
| 14     | 1 oktober 2017   | Stephen Kiplagat              | Kenia                         | 2:11.44                       | Christelle Lemaire            | België                        | 3:10.42                       |
| 13     | 2 oktober 2016   | Eric Kering                   | Kenia                         | 2:16.51                       | Virginie Vandroogenbroeck     | België                        | 2:53.42                       |
| 12     | 4 oktober 2015   | Geoffrey Kipkoech             | Kenia                         | 2:14.39                       | Soetkin Demey                 | België                        | 3:05.31                       |
| 11     | 5 oktober 2014   | Florent Caelen                | België                        | 2:16.31                       | Louise Deldicque              | België                        | 2:56.27                       |
| 10     | 6 oktober 2013   | Samson Kiptoo Bungei          | Kenia                         | 2:15.49                       | Maja Glesti                   | Zwitserland                   | 3:10.21                       |
| 9      | 7 oktober 2012   | Joseph Mutai                  | Kenia                         | 2:16.41                       | Claire Macht                  | Duitsland                     | 3:06.15                       |
| 8      | 2 oktober 2011   | Paul Kiprop                   | Kenia                         | 2:14.51                       | Mariska Dute                  | België                        | 3:00.01                       |
| 7      | 10 oktober 2010  | Levy Matebo                   | Kenia                         | 2:13.30                       | Mariska Dute                  | België                        | 2:59.16                       |
| 6      | 4 oktober 2009   | Abraham Potongole             | Kenia                         | 2:15.13                       | Virginie Soenen               | België                        | 3:07.01                       |
| 5      | 5 oktober 2008   | Rik Ceulemans                 | België                        | 2:19.29                       | Anne Zijderveld               | Nederland                     | 3:15.51                       |
| 4      | 14 oktober 2007  | Jonathan Yego                 | Kenia                         | 2:12.16                       | Kimaiyo Yepyator              | Kenia                         | 2:41.20                       |
| 3      | 27 augustus 2006 | Steven Kamar                  | Bahrein                       | 2:11.26                       | Irene Mogaka                  | Kenia                         | 2:42.53                       |
| 2      | 28 augustus 2005 | Samson Kosgei                 | Kenia                         | 2:12.01                       | Rose Nyangancha               | Kenia                         | 2:37.48                       |
| 1      | 10 oktober 2004  | John Kelai                    | Kenia                         | 2:11.00                       | Jennifer Chesinon             | Kenia                         | 2:32.16                       |

## Uitslagen halve marathon
| Editie | Jaar             | Atleet                        | Land                          | Tijd                          | Atlete                        | Land                          | Tijd                          |
| ------ | ---------------- | ----------------------------- | ----------------------------- | ----------------------------- | ----------------------------- | ----------------------------- | ----------------------------- |
| 17     | 1 oktober 2023   | Lukas Outtier                 | België                        | 1:11:12                       | Mathilde Deswaef              | België                        | 1:20:56                       |
| 16     | 2 oktober 2022   | Nicolas Fiessinger            | FRA                           | 1:07:33                       | Inès Martin                   | België                        | 1:26:46                       |
|        | 2021             | Niet georganiseerd (Covid-19) | Niet georganiseerd (Covid-19) | Niet georganiseerd (Covid-19) | Niet georganiseerd (Covid-19) | Niet georganiseerd (Covid-19) | Niet georganiseerd (Covid-19) |
|        | 2020             | Niet georganiseerd (Covid-19) | Niet georganiseerd (Covid-19) | Niet georganiseerd (Covid-19) | Niet georganiseerd (Covid-19) | Niet georganiseerd (Covid-19) | Niet georganiseerd (Covid-19) |
| 15     | 20 oktober 2019  | Nick Earl                     | Verenigd Koninkrijk           | 1:07:16                       | Sonja Vernikov                | België                        | 1:20:52                       |
| 14     | 28 oktober 2018  | Maxime Delvoie                | België                        | 1:09:58                       | Charlotte Monfils             | België                        | 1:23:58                       |
| 13     | 1 oktober 2017   | Josh Bull                     | Verenigd Koninkrijk           | 1:08:07                       | Sophie Hardy                  | België                        | 1:18:47                       |
| 12     | 2 oktober 2016   | Lander Van Droogenbroeck      | België                        | 1:08:57                       | Kabiratou Nassam Alassani     | BEN                           | 1:20:27                       |
| 11     | 4 oktober 2015   | Lander Van Droogenbroeck      | België                        | 1:09:04                       | Nina Lauwaert                 | België                        | 1:23:53                       |
| 10     | 5 oktober 2014   | Lander Van Droogenbroeck      | België                        | 1:08:35                       | Alexandra Tondeur             | België                        | 1:21:57                       |
| 9      | 6 oktober 2013   | Abdeljebbar Sihammane         | MAR                           | 1:09:50                       | Petra Fašungová               | SVK                           | 1:22:39                       |
| 8      | 7 oktober 2012   | Abdeljebbar Sihammane         | MAR                           | 1:09:49                       | Hasna Bahom                   | MAR                           | 1:19:05                       |
| 7      | 2 oktober 2011   | Alexander Díaz Rodríguez      | België                        | 1:08:36                       | Claire Nuytens                | België                        | 1:27:42                       |
| 6      | 10 oktober 2010  | Abdeljebbar Sihammane         | MAR                           | 1:09:24                       | Ysabelle Vuillard             | België                        | 1:22:36                       |
| 5      | 4 oktober 2009   | Guy Fays                      | België                        | 1:12:16                       | Catherine Lallemand           | België                        | 1:20:49                       |
| 4      | 5 oktober 2008   | Guy Fays                      | België                        | 1:08:41                       | Blanka Paulů                  | Tsjechië                      | 1:26:25                       |
| 3      | 14 oktober 2007  | Jason Mayeroff                | Verenigde Staten              | 1:07:03                       | Anne-Marie Dupont             | België                        | 1:28:08                       |
| 2      | 27 augustus 2006 | Guy Fays                      | België                        | 1:07:16                       | Catherine Lallemand           | België                        | 1:18:53                       |
| 1      | 28 augustus 2005 | Guy Fays                      | België                        | 1:06:45                       | Claudia Stalder               | België                        | 1:23:42                       |

## Finishaantallen
| Jaar | Marathon | waarvan vrouwen | halve marathon | waarvan vrouwen |
| ---- | -------- | --------------- | -------------- | --------------- |
| 2023 | 1381     |                 | 4935           |                 |
| 2022 | 1075     |                 | 3617           |                 |
| 2019 | 1343     |                 | 4935           |                 |
| 2018 |          |                 |                |                 |
| 2017 | 1438     | 206             | 6295           | 1867            |
| 2016 | 1429     | 196             | 6444           | 1966            |
| 2015 | 2008     | 242             | 7799           | 2270            |
| 2014 | 1883     | 235             | 7317           | 2026            |
| 2013 | 1794     | 209             | 7871           | 2229            |
| 2012 | 1725     | 137             | 6392           | 1393            |
| 2011 | 1558     | 205             | 5267           | 926             |
| 2010 | 2002     | 232             | 4868           | 1207            |
| 2009 | 1570     | 178             | 4369           | 1098            |
| 2008 | 1059     | 90              | 3037           | ???             |
| 2007 | 1478     | 136             | 3126           | 731             |
| 2006 | 823      | 72              | 1533           | 276             |
| 2005 | 774      | 62              | 1463           | 230             |
| 2004 | 1801     |                 | -              | -               |